# Litsea rotundifolia
Litsea rotundifolia är en lagerväxtart som beskrevs av William Botting Hemsley. Litsea rotundifolia ingår i släktet Litsea och familjen lagerväxter.

## Underarter
Arten delas in i följande underarter:
- L. r. oblongifolia
- L. r. ovatifolia